# AZGP1
Zinc-alfa-2-glucoproteína es una proteína que en humanos está codificada por el gen AZGP1.
Este gen expresa una proteína soluble que estimula la lipólisis, induce una reducción de la grasa corporal en ratones, está asociado con la caquexia relacionada con el cáncer y se sabe que se expresa en las células secretoras del epitelio pulmonar. En 2009, se encontró que fumar aumenta la expresión de este gen, por lo que dejar de fumar conduce a un aumento de peso. Los niveles de zinc-alfa-2-glicoproteína también aumentan con la aparición de la diabetes 2, lo que explica la pérdida de peso a partir de entonces.